# Angastaco
Angastaco est une municipalité de la province de Salta en Argentine, dans le département de San Carlos. 
La petite ville est située entre Cafayate et Cachi, dans la vallée du río Calchaquí, au niveau de son confluent avec le río Pucará. Elle est accessible par la route nationale 40.

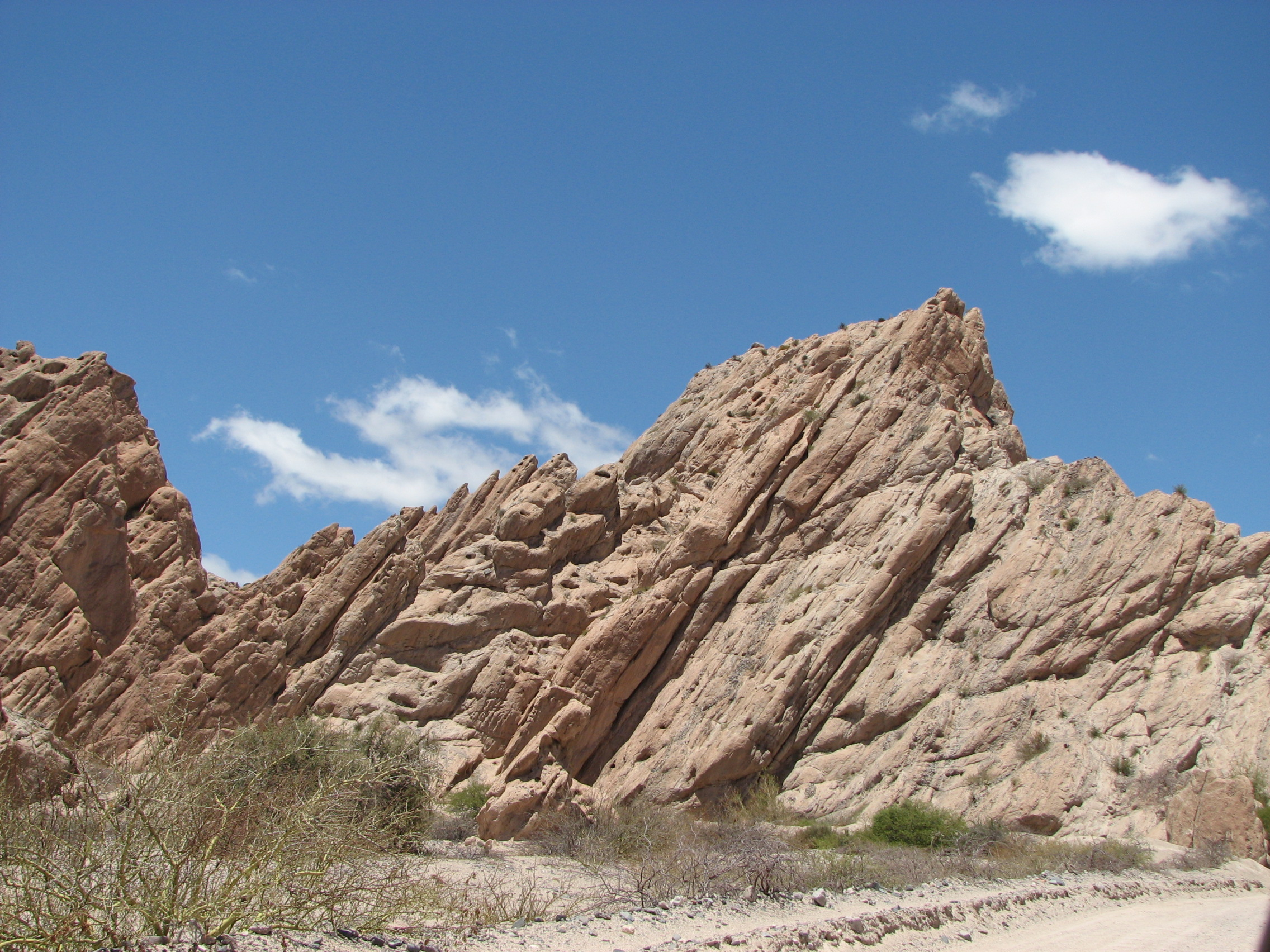
Paysage près d'Angastaco

## Population
Au recensement de 2001, Angastaco comptait 881 habitants, une progression de 40 % par rapport à 1991.

## Économie
La viticulture occupe une partie de la population. Le vin artisanal, appelé «vino patero», est une spécialité du village. 
Depuis 2017, une foire met en lumière les productions, notamment agricoles et viticoles, des vallées alentour.

## Géographie
Angastaco est situé à 1955 mètres d'altitude, à proximité du río Calchaquí. Les paysages environnants, arides, présentent des formes minérales étonnantes.

## Santé
En 2022, la seconde phase de la rénovation de l'hôpital est entreprise grâce à un financement provincial.